# Una storia vera
Una storia vera (The Straight Story) è un film del 1999 diretto da David Lynch.
Si basa su un fatto realmente accaduto e racconta la storia di Alvin Straight, un contadino dell'Iowa che nel 1994, a 73 anni di età, intraprese un lungo viaggio a bordo di un trattorino rasaerba per andare a trovare il fratello reduce da un infarto. Straight coprì in 6 settimane la distanza di 317 miglia (510 chilometri circa), viaggiando a 5 miglia all'ora (8 km/h).
È stato presentato in concorso al 52º Festival di Cannes. È l'ultimo film interpretato da Richard Farnsworth.

## Trama
Laurens, Iowa. Il settantatreenne Alvin Straight conduce un'esistenza serena insieme alla figlia minorata Rosie, quando una sera viene avvertito da una telefonata: suo fratello Lyle, con il quale non ha rapporti da diversi anni, ha avuto un infarto e non sta bene. Alvin decide così di andarlo a trovare ma, dato che non ha più la patente, intraprende il viaggio a bordo di un lento trattorino rasaerba. Attrezzatosi con un rimorchio con una tenda e alcuni generi di conforto, l'anziano contadino parte per Mount Zion, nel Wisconsin, dove vive il fratello. Quasi quattrocento chilometri separano i due luoghi e durante il lungo itinerario Alvin avrà modo di conoscere diverse persone: una ragazza incinta scappata di casa, un gruppo di ciclisti, un ospitale coppia di coniugi, due buffi meccanici gemelli, un sacerdote. La calorosa galleria di personaggi e lo sterminato paesaggio americano lo accompagneranno fino all'arrivo a casa del fratello, il quale incredulo non potrà che chiedergli: "Hai fatto tanta strada con quel coso per venire da me?", e al quale Alvin risponderà: "Sì, Lyle".

## Riconoscimenti
- 2000 - Premio Oscar
  - Candidatura al miglior attore protagonista a Richard Farnsworth
- 2000 - Golden Globe
  - Candidatura al miglior attore in un film drammatico a Richard Farnsworth
  - Candidatura alla miglior colonna sonora a Angelo Badalamenti
- 2000 - Chicago Film Critics Association Award
  - Candidatura al miglior film
  - Candidatura alla migliore regia a David Lynch
  - Candidatura al miglior attore protagonista a Richard Farnsworth
- 2000 - Independent Spirit Award
  - Miglior attore protagonista a Richard Farnsworth
  - Candidatura al miglior film a Mary Sweeney e Neal Edelstein
  - Candidatura alla migliore regia a David Lynch
  - Candidatura alla migliore sceneggiatura d'esordio a John Roach e Mary Sweeney
- 2000 - Las Vegas Film Critics Society Award
  - Candidatura alla migliore regia a David Lynch
  - Candidatura al miglior attore protagonista a Richard Farnsworth
  - Candidatura alla miglior attrice non protagonista a Sissy Spacek
  - Candidatura alla migliore fotografia a Freddie Francis
  - Candidatura alla miglior colonna sonora ad Angelo Badalamenti

- 1999 - National Board of Review Award
  - Migliori dieci film
- 1999 - Los Angeles Film Critics Association Award
  - Candidatura al miglior attore protagonista a Richard Farnsworth
- 2000 - Satellite Award
  - Candidatura al miglior attore in un film drammatico a Richard Farnsworth
  - Candidatura alla miglior attrice non protagonista a Sissy Spacek
- 1999 - New York Film Critics Circle Award
  - Miglior attore protagonista a Richard Farnsworth
  - Migliore fotografia a Freddie Francis
- 2000 - British Independent Film Award
  - Miglior film straniero
- 1999 - European Film Award
  - Miglior film internazionale a David Lynch
- 2000 - Premio Robert
  - Miglior film statunitense